# Bad Nauheim
Bad Nauheim är en stad och kurort i det tyska förbundslandet Hessen med en yta om 33 kvadratkilometer. Den ligger omkring 30 kilometer norr om Frankfurt am Main intill Taunusbergen och har cirka 34 000 invånare. I Bad Nauheim finns en järnvägsstation. Motorvägen A5 går också förbi Bad Nauheim.

## Historia
Bad Nauheim grundades för mer än 4 000 år sedan då kelterna utvann salt ur källvattnet.

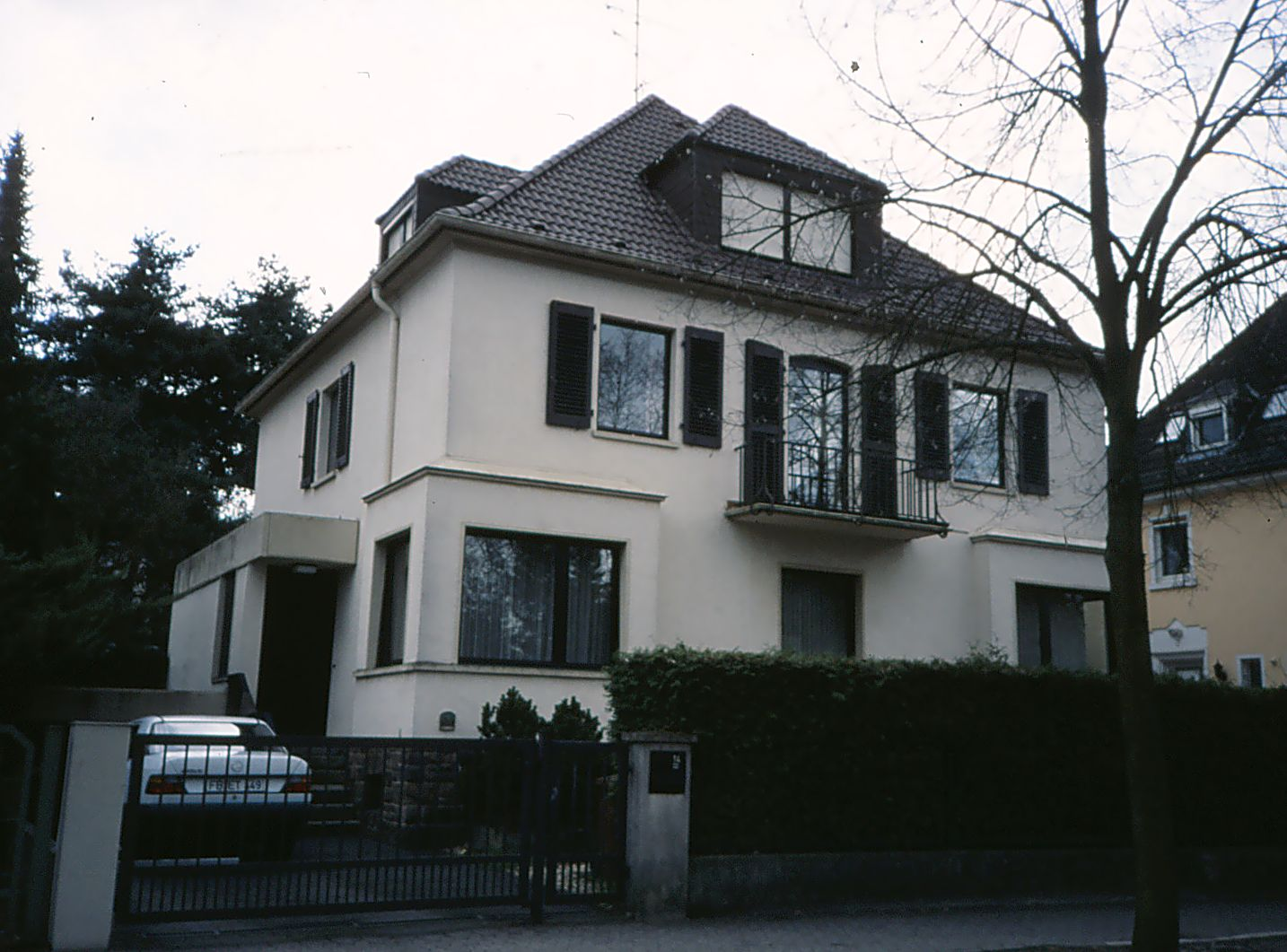
Goethestrasse 14, Elvis Presleys bostad i Bad Nauheim

Det salta och kolsyrehaltiga vattnet från mineralkällorna i Bad Nauheim gjorde staden tidigt känd som kurort. Kolsyrebad eller Nauheimerbad var en typ av hälsobad där man på artificiell väg efterliknade vattensammansättningen i Nauheims källor genom att tillsätta salter och kolsyra.
Idag är staden bland annat känd för att det var där som Elvis Presley tillbringade större delen av tiden under sin militärtjänstgöring.

## Ekonomi
I staden finns en kuranläggning, som omfattar såväl en kurpark som en källa för dricksvatten. Intill kurparken ligger också ett termalbad med varmt vatten.

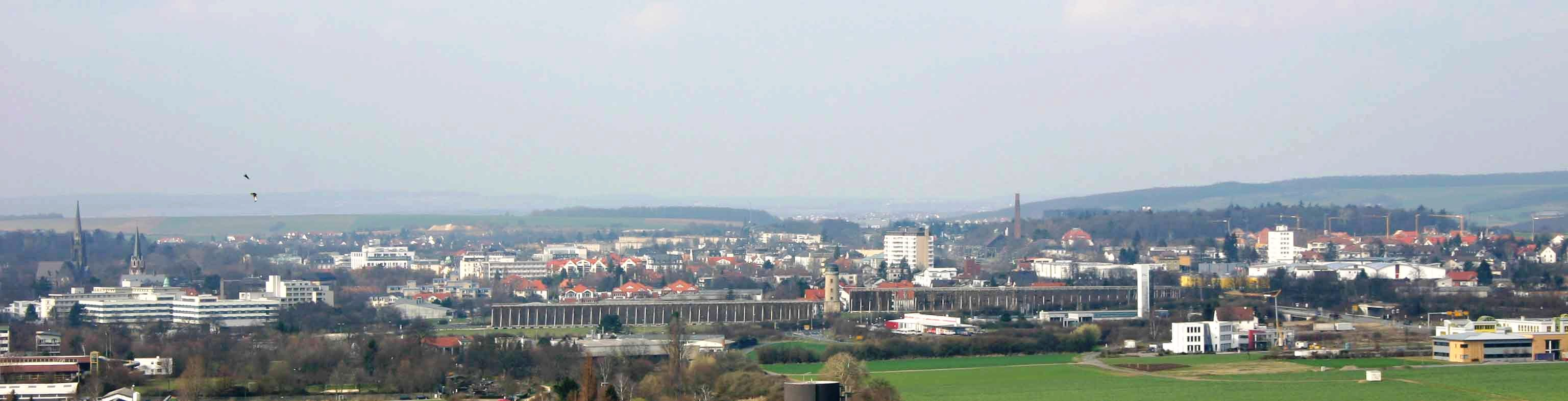
Panorama över Bad Nauheim